# Copa Confederacions 2017 - Grup B
El Grup B de la Copa Confederacions 2017, disputada a Rússia, estava compost per quatre equips, que s'enfrontaran entre ells amb un total de sis partits. Quan acabaren aquests partits, els dos equips amb més punts es classificaren per a la fase següent.
El primer lloc d'aquest grup s'enfrontà contra el segon del grup A. El segon lloc del grup s'enfrontà al primer del grup A.

## Classificació
| Pos | Equip     | PJ | PG | PE | PP | GF | GC | DG | Pts | Classificació        |
| --- | --------- | -- | -- | -- | -- | -- | -- | -- | --- | -------------------- |
| 1   | Alemanya  | 3  | 2  | 1  | 0  | 7  | 4  | +3 | 7   | Avancen a semifinals |
| 2   | Xile      | 3  | 1  | 2  | 0  | 4  | 2  | +2 | 5   | Avancen a semifinals |
| 3   | Austràlia | 3  | 0  | 2  | 1  | 4  | 5  | −1 | 2   | Eliminats            |
| 4   | Camerun   | 3  | 0  | 1  | 2  | 2  | 6  | −4 | 1   | Eliminats            |

## Partits
| Camerun | 0-2     | Xile                     |
| ------- | ------- | ------------------------ |
|         | Detalls | Vidal 81' · Vargas 90+1' |

| Austràlia             | 2-3     | Alemanya                                    |
| --------------------- | ------- | ------------------------------------------- |
| Rogic 41' · Juric 56' | Detalls | Stindl 5' · Draxler 44' (p.) · Goretzka 48' |

| Camerun              | 1-1     | Austràlia              |
| -------------------- | ------- | ---------------------- |
| Zambo Anguissa 45+1' | Detalls | Mark Milligan 60' (p.) |

| Alemanya   | 1-1     | Xile       |
| ---------- | ------- | ---------- |
| Stindl 41' | Detalls | Sánchez 6' |

| Alemanya                       | 3-1     | Camerun       |
| ------------------------------ | ------- | ------------- |
| Demirbay 48' · Werner 66', 81' | Detalls | Aboubakar 78' |

| Xile          | 1-1     | Austràlia  |
| ------------- | ------- | ---------- |
| Rodríguez 67' | Detalls | Troisi 42' |